# 上海街道赛道
上海街道赛道是上海市浦东新区的一条街道赛道，2004年時長度為2.840公里。2004年7月18日，德國房車大師賽在上海街道赛道上舉行。梅賽德斯-AMG所屬的加里·帕费特最終贏得冠軍。
2010年時，上海街道赛道縮短至2.465公里。主要位於丁香路-錦繡路-迎春路-合歡路等區域。赛道一侧为看台，另一侧为跑道。同年11月28日，德國房車大師賽再度在上海街道赛道上舉行。最終HWA車隊的加里·帕费特再次奪冠。